# بونیتا اسپرینگز (فلوریدا)
بونیتا اسپرینگز (به انگلیسی: Bonita Springs) شهری در شهرستان لی، فلوریدا که در سال ۱۹۹۹ بنیان‌گذاری شده‌است. این شهر طبق سرشماری سال ۲۰۱۰ میلادی، ۴۳٬۹۱۴ نفر جمعیت داشته و مساحت آن نیز ۱۰۶٫۲ کیلومتر مربع است.